# Tau Cassiopeiae
Désignations
Tau Cassiopeiae (τ Cassiopeiae / τ Cas) est une étoile géante de la constellation boréale de Cassiopée. Elle est visible à l'œil nu avec une magnitude apparente de 4,87. L'étoile présente une parallaxe annuelle de 18,78 mas telle que mesurée par le satellite Gaia, ce qui permet d'en déduire qu'elle est distante de ∼ 174 a.l. (∼ 53,3 pc) de la Terre. Elle se rapproche du Système solaire à une vitesse radiale héliocentrique de −20,7 km/s.

## Propriétés
Tau Cassiopeiae est une étoile géante rouge de type spectral K1-IIIa. Elle a été suspectée d'être une variable, mais la photométrie du satellite Hipparcos a montré que l'étoile est constante. L'étoile est âgée de 3,9 milliards d'années, sa masse est 1,44 fois supérieure à celle du Soleil et son rayon est dix fois plus grand que le rayon solaire. Elle est 40 fois plus lumineuse que le Soleil et sa température de surface est de 4 617 K.

## Nomenclature
τ Cassiopeiae, latinisé en Tau Cassiopeiae, est la désignation de Bayer de l'étoile. Elle porte également la désignation de Flamsteed de 5 Cassiopeiae.
En astronomie chinoise, Tau Cassiopeiae fait partie de l'astérisme de Tengshe (en chinois 螣蛇, Téng Shé), représentant un serpent aquatique.